# Tabula Peutingeriana
Tabula Peutingeriana er et berømt Itinerarium (vejkort), som angiver det offentlige, vedligeholdte vejnet (cursus publicus) i Romerriget. Det originale kort, af hvilke dette er en kopi, blev sidst revideret i det 4. eller tidlige 5. århundrede. Kortet dækker over Europa, dele af Asien (Persien, Indien) og Nordafrika. Kortet er opkaldt efter Konrad Peutinger, en tysk humanist fra det 15. – 16. århundrede.
Kortet blev i moderne tid genfundet i et bibliotek i Worms, Tyskland af Konrad Celtes, som selv ikke nåede at udgive det før sin død og derfor lod det gå i arv til Peutinger. Det er i dag konserveret og opbevaret i det østrigske nationalbibliotek på slottet Hofburg i Wien. Det har identifikation Vodex 324.

## Beskrivelse
Tabula Peutingeriana er det eneste kendte overleverede kort over det romerske cursus publicus. Det blev fremstillet af en munk i Colmar i det 13. århundrede. Det er en skriftrulle, 0,34 meter høj og 6,75 meter lang, samlet fra 11 sektioner. Selve kortet er meget skematisk, landområderne er forvredne, specielt i øst-vest retningen. Kortet viser mange romerske bebyggelser, vejene der forbinder dem, floder, bjerge, skove og have. Der er også afstandsgengivelse mellem bebyggelserne. De tre vigtigste byer i Romerriget, Rom, Konstantinopel samt Antiokia, er tegnet med specielt detaljerede dekorationer. Ud over hele det romerske imperium medtager kortet ligeledes Det nære Østen, Indien og Gangesfloden, Sri Lanka (Insula Taprobane), såvel som en indikation af Kina. Kortet angiver et tempel til Augustus i Muziris, et af Romerrigest vigtigste handelsstationer i Indien, beliggende ved den sydvestlige indiske kyststækning. Mod vest angiver fraværet af Den Iberiske Halvø, at en tolvte sektion, der oprindeligt var del af kortet, nu er gået tabt. En rekonstruktion af denne blev forsøgt i 1898 af Konrad Miller.
Kortet syntes at være udarbejdet på basis af ruter eller destinationslister langs de romerske veje, eftersom netop distancen mellem punkter er angivet. De fleste punkter er store og mindre byer, nogle punkter er blot vejkryds. Rejsende ville ikke selv have fulgt et kort, men sådan en liste af punkter og afstanden mellem dem. Kortet her viser disse veje som en række af næsten parallelle linjer, langs hvilke destinationer er blevet indtegnet i rækkefølgen, de kom i.
Ruterne og byerne er repræsenteret af hundreder af symboler ud fra et system, som går fra, at de simpleste ikoner (en bygning med to tårne) markerer de mindre vigtige bebyggelser og slutter med udførlige portrætter af de tre hovedbyer. Et system for symboler, der kan reflektere konventioner for sådanne itineraria picta, som beskrevet af Vegetius, af hvilke dette kort er det eneste overleverede eksemplar.
Kortet har nogle uoverensstemmelser. F.eks. vises byen Konstantinopel (grundlagt i 328), men også Pompeji, ødelagt af Vesuv i 79. En tidsangivelse for kortets originale produktionsår kan anslås ved at se på de byer der er medtaget på kortet. Ravenna, som blev hovedsædet for den vestlige del af det romerske rige fra 402, kunne tyde på en revision efter denne dato. Nogle byer i Germania Inferior, som blev ødelagt i midten af det 5. århundrede, men er med på kortet, kunne tyde på, at kortet ikke har været revideret efter dette tidspunkt. Kortet er en fjern efterfølger af et kort udarbejdet på foranledning af Agrippa (63 f.Kr.-12 f.Kr.). Efter Agrippas død blev kortet indmejslet i marmor og placeret på Porticus Vipsaniae tæt ved Ara Pacis. Mange detaljer fra dette tidlige kort er fortsat uændret op til denne senere kopi, således ville adskillige punkter fra den fjerne romerske arabiske provins være ganske forældede i det 4. århundrede.

## Udgivelse
Den flamsk-belgiske kartograf Abraham Ortelius fik udarbejdet en reproduktion af kortet, som blev udgivet kort efter hans død i 1598. Jan Moretus fik trykt en delvis førsteudgave (Fragmenta tabulæ antiquæ) i Antwerpen i 1591. Moretus udgav senere hele kortet i 1598, også i Antwerpen.
Kortet blev i Peutinger-familien besiddelse indtil 1714, hvor det blev solgt. Det passerede derefter igennem diverse kongelige og rige familier, indtil det blev købt af Prins Eugen af Savoyen for 100 dukater. Ved hans død i 1737 blev det købt til Det Kejserlige Hofbibliotek i Wien, hvor det stadig er.
I 2007 blev kortet medtaget på UNESCOs Memory of the World Programme, i hvilken forbindelse det blev udstillet for offentligheden en enkelt dag (26. november, 2007). Men på grund af dets skrøbelige tilstand er det normalt ikke udstillet.